# Suregada glomerulata
Suregada glomerulata är en törelväxtart som först beskrevs av Carl Ludwig von Blume, och fick sitt nu gällande namn av Henri Ernest Baillon. Suregada glomerulata ingår i släktet Suregada och familjen törelväxter. Inga underarter finns listade i Catalogue of Life.